# Bleknäbbad bergtukan
Bleknäbbad bergtukan (Andigena laminirostris) är en fågel i familjen tukaner inom ordningen hackspettartade fåglar.

## Utbredning och systematik
Fågeln förekommer i Anderna från sydvästra Colombia till södra Ecuador. Den behandlas som monotypisk, det vill säga att den inte delas in i några underarter.

## Status
IUCN kategoriserar arten som nära hotad.

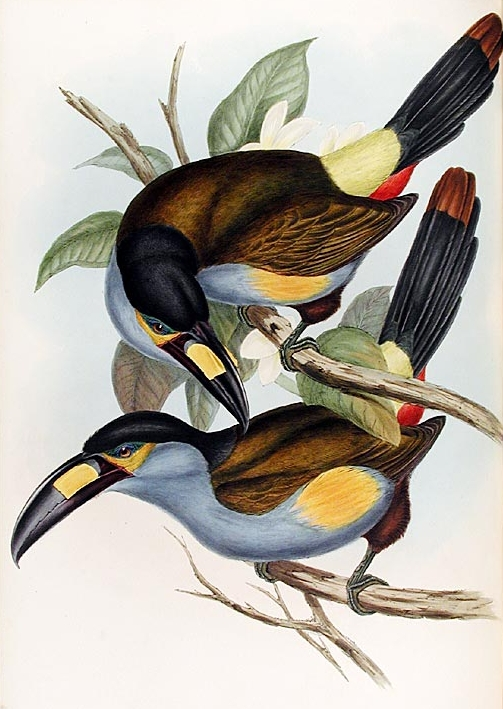
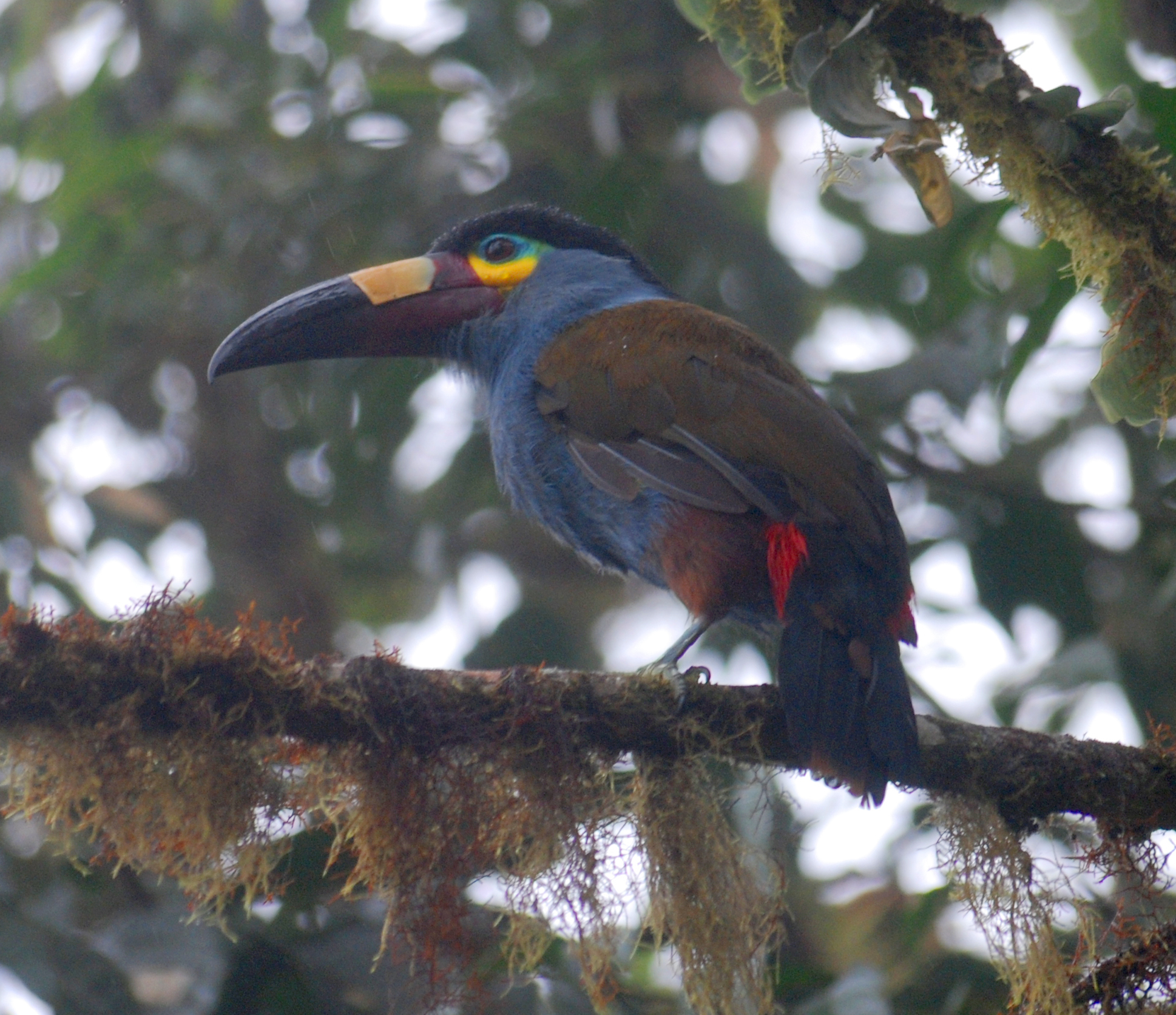